# Hystrix pumila
Hystrix pumila é uma espécie de roedor da família Hystricidae.
Endêmico das Filipinas, onde pode ser encontrado somente nas ilhas de Palawan e Busuanga.